# Enallagma dubium
Enallagma dubium är en trollsländeart som beskrevs av Francis Metcalf Root 1924. Enallagma dubium ingår i släktet Enallagma och familjen dammflicksländor. IUCN kategoriserar arten globalt som livskraftig. Inga underarter finns listade i Catalogue of Life.